# Superior (Montana)
Superior è una città degli Stati Uniti d'America situata in Montana, nella contea di Mineral.